# 小名浜コールセンター
JERA小名浜コールセンター（ジェラおなはまコールセンター）は、福島県いわき市の小名浜港にあるJERAが保有する石炭貯蔵施設。コールセンターという名称ではあるが、電話受付(Call center)ではなく石炭輸送の中継基地(Coal center)である。
JERAの子会社であるネクセライズがJERAから受託して、日本国外から大型船で運んだ石炭を荷役、貯蔵し、専用内航船に積み替えて広野火力発電所までピストン輸送する。 
東京電力時代の2011年3月の福島第一原子力発電所事故後、移動式ホールボディカウンター車が1台派遣され、原発作業員の内部被曝の測定に用いられている。